# Tenebrón
Tenebrón es un municipio y localidad española de la provincia de Salamanca, en la autonomía de Castilla y León, España. Se integra dentro de la comarca de Ciudad Rodrigo y la subcomarca del Campo de Yeltes, que forma parte de la inmensa llanura del Campo Charro.
Su término municipal está formado por un solo núcleo de población, ocupa una superficie total de 40,06  km² y según los datos demográficos recogidos en el padrón municipal elaborado por el INE en el año 2017, cuenta con una población de 156 habitantes.

## Etimología
La anécdota: la voz popular cuenta que en la zona donde hoy se yergue Tenebrón existió un bosque grande, frondoso y oscuro, tenebroso, al que se le tenía gran respeto. De ahí nació el topónimo. El término vecino de Diosleguarde, dicen, tiene el mismo origen, pues antes de cruzar por el bosque los vecinos bendecían al viajero intrépido.

## Geografía
Limita al norte con Diosleguarde, al sur con Guadapero y Serradilla, al este con Morasverdes y al oeste con Ciudad Rodrigo. Está bañado por el río tenebrilla y por un pequeño regato. Tenebrón se encuentra a 16 km de Ciudad Rodrigo, por la carretera SA-220, en dirección a Béjar.

## Historia

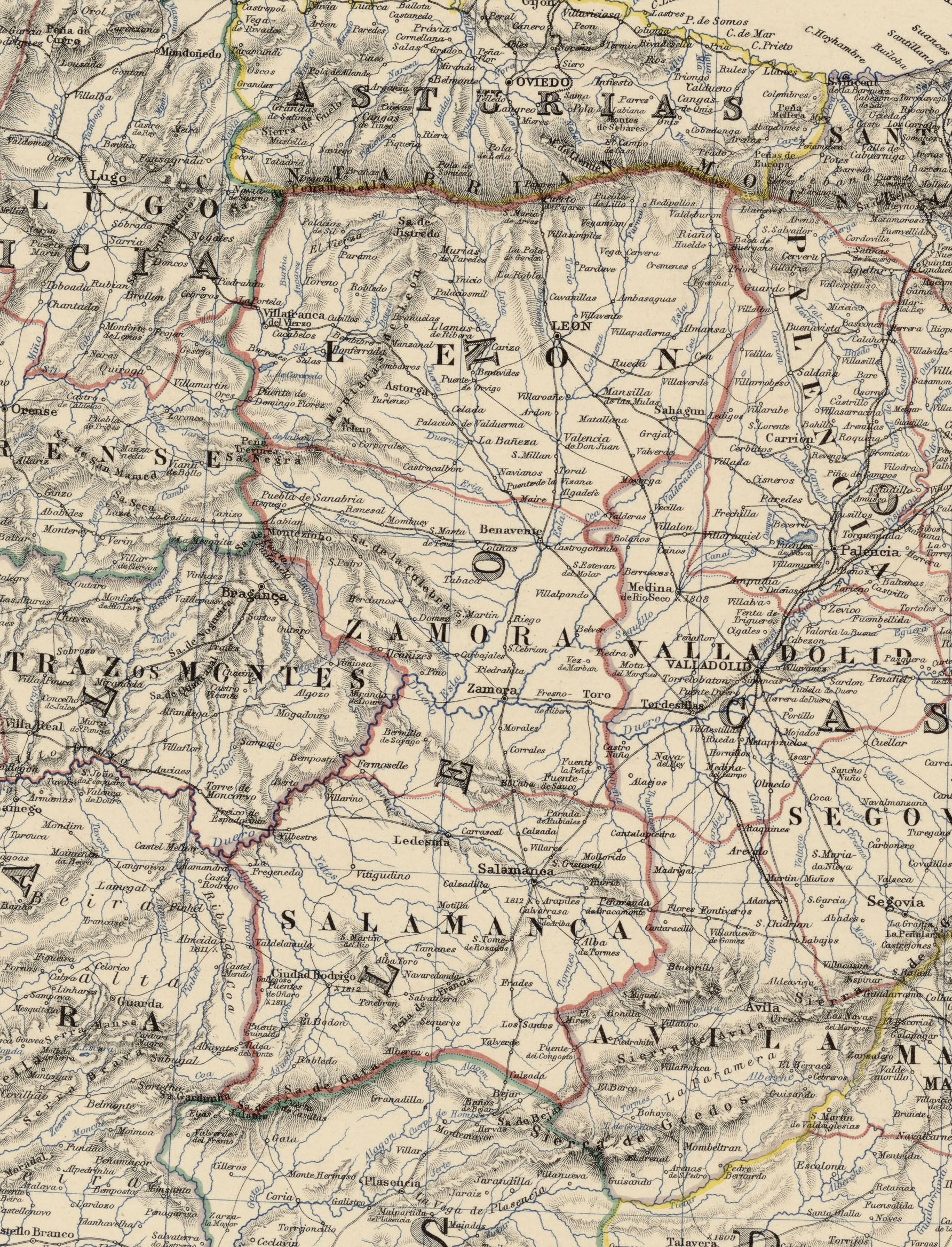
Detalle del mapa Spain & Portugal, realizado en 1864 por Keith Johnston, en el que se puede observar Tenebrón.

Su fundación se remonta a la repoblación efectuada por los reyes de León en la Edad Media, quedando encuadrado en la Diócesis de Ciudad Rodrigo tras la creación de la misma por parte del rey Fernando II de León en el siglo XII, tomando desde la Edad Media el actual nombre.
Ya en la Edad Moderna, el 17 de mayo de 1690 el rey Carlos II de España creó el Marquesado de Tenebrón, nombrando como su primer titular a Félix Nieto de Silva.
Posteriormente, con la creación de las actuales provincias en 1833, Tenebrón quedó encuadrado en la provincia de Salamanca, dentro de la Región Leonesa.

## Geografía humana

### Demografía
Cuenta con una población de 121 habitantes (INE 2024).
| Gráfica de evolución demográfica de Tenebrón entre 1842 y 2021 |
| |
| Población de derecho según los censos de población del INE Población de hecho según los censos de población del INEEn este censo se denominaba Tembrón: 1842 En estos censos se denominaba Tenebrón, El: 1857, 1860, 1877, 1887, 1897 y 1900 Entre el censo de 1857 y el anterior, crece el término del municipio porque incorpora a 375022 (Guadapero) |

Según el Instituto Nacional de Estadística, Tenebrón tenía, a 31 de diciembre de 2018, una población total de 171 habitantes, de los cuales 74 eran hombres y 77 mujeres. Respecto al año 2000, el censo refleja 235 habitantes, de los cuales 123 eran hombres y 112 mujeres. Por lo tanto, la pérdida de población en el municipio para el periodo 2000-2018 ha sido de 64 habitantes, un 27% de descenso.

### Economía
La tasa de paro era del 12,31% en 2001 y de la población activa el sector primario ocupaba al 47,37%, la construcción al 26,32% y los servicios al restante 26,31%.
Las explotaciones agrarias, 41 según el censo agrario de 1999, ocupaban 3.446 hectáreas, el 64,8% en propiedad, el 15,8% en arrendamiento y el 19,4% en otros regímenes de tenencia. 758 ha estaban labradas (herbáceos), 2.583 se dedicaban a pastos permanentes, 22 a explotaciones forestales y 84 ha eran otras tierras no forestales. Del total de explotaciones, 4 tenían menos de 5 ha y 17 superaban las 50 ha. Las unidades ganaderas censadas en 1999 eran 1.714: 1.166 de bovino, 420 de ovino, 110 de porcino, 18 de equino y 1 de ave.

## Cultura
Tradiciones: La matanza, el lunes de aguas, el día de las Águedas.
Entre su gastronomía destaca el hornazo, las patatas meneás, la chacina y el bollo maimón.
La fiesta local se celebra por San Ceferino el día 26 de agosto.

### Fiestas locales
- 15 de mayo. San Isidro
- 26 de agosto. San Ceferino

## Monumentos y lugares de interés
La tranquilidad y el paisaje del término municipal de Tenebrón son los principales atractivos con los que cuenta, junto con su interesante oferta de casa rural donde poder conocer la gente del lugar, sus costumbres y sus leyendas, además de sus platos tradicionales.
En el recorrido a través del núcleo de Tenebrón existen ejemplos conservados de arquitectura tradicional.
Dada la cercanía se recomienda la visita a la villa histórica de Ciudad Rodrigo, y el enclave de la Peña de Francia. No por eso sin dejar de ver su merendero y la vega del río Tenebrilla

### Prácticas deportivas
Dentro del mismo pueblo podemos encontrar pista de fútbol sala, frontón, cancha de baloncesto y piscina (solo abierta en temporada de verano).
Por sus parajes se puede realizar senderismo, realizar ciclo turismo tanto de montaña como carretera, a 16 km se encuentra el río Águeda donde se puede realizar pesca, piragüismo, etc.

## Administración y política
| Partido político                         | 2019  | 2019  | 2019       | 2015  | 2015  | 2015       | 2011  | 2011  | 2011       | 2007  | 2007  | 2007       | 2003  | 2003  | 2003       |
| Partido político                         | %     | Votos | Concejales | %     | Votos | Concejales | %     | Votos | Concejales | %     | Votos | Concejales | %     | Votos | Concejales |
| Partido Popular (PP)                     | 51,11 | 69    | 3          | 27,33 | 41    | 1          | 26,85 | 40    | 1          | 18,24 | 27    | 0          | 21,76 | 37    | 0          |
| Partido Socialista Obrero Español (PSOE) | —     | —     | —          | 46,67 | 63    | 2          | 66,00 | 99    | 4          | 67,57 | 100   | 4          | 58,82 | 100   | 4          |
| Unión del Pueblo Salmantino (UPSa)       | —     | —     | —          | —     | —     | —          | —     | —     | —          | 25,00 | 37    | 1          | 37,65 | 64    | 1          |